# Une vie comme un roman
Albums de Gilbert Bécaud
Aran Opéra Ensemble
(1996)
Une vie comme un roman est un album studio de Gilbert Bécaud, sorti en février 1993. 
L'opus est produit et réalisé par Mick Lanaro et enregistré à Los Angeles, aux États-Unis.

## Titres
1. Ouverture (Gilbert Bécaud) [2 min 19 s]
2. Quand t'es petit dans le midi (Pierre Delanoë/Gilbert Bécaud) [3 min 42 s]
3. Oh ! que Paris c'est loin (Pierre Delanoë/Gilbert Bécaud) [2 min 35 s]
4. Ma première chanson (j'lai pas finie) (Pierre Delanoë/Gilbert Bécaud) [3 min 37 s]
5. Il est à moi (l'Olympia) (Pierre Delanoë/Gilbert Bécaud) [5 min 03 s]
6. La Balade américaine (Pierre Delanoë/Gilbert Bécaud) [4 min 10 s]
7. Tu marches à Broadway (Pierre Delanoë/Gilbert Bécaud) [4 min 16 s]
8. Aran (l'Opéra) (Pierre Delanoë/Gilbert Bécaud) [3 min 43 s]
9. Et salut les copains (Pierre Delanoë/Gilbert Bécaud) [3 min 09 s]
10. La Cabane blue (Pierre Delanoë/Gilbert Bécaud) [3 min 37 s]
11. Mea culpa (Pierre Delanoë/Gilbert Bécaud) [3 min 40 s]
12. La Dame de Sain-Paul (Pierre Delanoë/Gilbert Bécaud) [3 min 49 s]
13. Du sable dans les mains (Louis Amade/Gilbert Bécaud) [3 min 32 s]
14. Mon agenda (Pierre Delanoë/Gilbert Bécaud) [4 min 05 s]
15. Une vie comme un torrent (Pierre Delanoë/Gilbert Bécaud) [4 min 05 s]
16. Chanter c'est ma liberté (Pierre Delanoë/Gilbert Bécaud) [2 min 58 s]

## Crédits
- Album enregistré à Los Angeles, Studio Ocean Way
- Ingénieur : Clark Germain, assisté de Mark Guilbeault
- Mixage : Mick Lanaro, assisté de Lionel Philippe au Studio Mega à Paris
- Coordination : Patti Zimmiti, Debbi Datz
- Mastering : Dyam Music
- Arrangements : Bernard Arcadio
- Réalisation et Production exécutif pour BMG France : Mick Lanaro